# آلن اند کمپانی
آلن اند کمپانی (انگلیسی: Allen & Company) شرکت سرمایه‌گذاری آمریکایی است، که در سال ۱۹۲۲ تأسیس شد.